# 武田克之
武田 克之（たけだ かつゆき、1927年5月13日 - 2016年10月14日）は、日本の医学者、皮膚科医。徳島大学名誉教授、第9代徳島大学学長。

## 経歴
愛媛県出身。1953年徳島医科大学卒業。同大学医学部教授、徳島大学病院院長、医学部長を経て1991年に同大学学長に就任し1997年まで務めた。徳島大学埋蔵文化財委員会委員長、NPO法人F.M.L理事長なども歴任。
1960年 徳島大学 医学博士。論文の題は「皮膚機能と肝機能の関連にかんする臨床的研究」。
2003年春の叙勲で勲二等旭日重光章を受章。2016年10月14日死去。同日付で叙従三位。

## 著書
- 『発毛・育毛に何が効くか』（1986年10月、青春出版社）
- 『皮膚疾患カラーアトラス』（1992年、ライフ・サイエンス出版）
- 『毛髪医療からの最新報告 発毛・育毛に本当に効く新常識』（2002年3月、青春出版社）
- 『発毛・育毛に本当に効く新常識』（2003年1月、青春出版社・改訂版）

## 共著
- 『最強の免疫』（日下部喜代子、2005年4月、日本文芸社）
- 『薄毛・抜け毛を治す』（小林一広、脇坂長興、2006年8月、講談社）